# Мирис жене
Мирис жене (итал.  — „Мрак и мед”) јест роман Ђованија Арпина из 1969. године. Главни лик је војно лице које је постало инвалид у несрећи током војне вјежбе. По роману су снимљена два филма: Мирис жене из 1974. године, Дина Ризија са Виториом Гасманом у насловној улози, и Мирис жене из 1992. године, Мартина Бреста са Алом Пачином у главној улози.
Упркос оптимистичном крају, књигу прожима „суморан тон, који оставља у читаоцу осјећај дубоке горчине и узнемирења”. Главни лик је окарактерисан као један од симбола модерне усамљености.

## Радња
Капетан копнене војске Фаусто Г. / Ђ., тридесет и девет година, слијеп је и нема једну шаку већ девет година због експлозије гранате током војне вјежбе. У истој несрећи без вида је остао и поручник Винченцо В. Фаусто, који живи у Торину, одлучује да оде у Напуљ да обиђе Винченца. Пут ће превалити уз помоћ младог студента који служи војни рок. Када га упознају са младићем који треба да га прати, Фаусто одлучује да ће га звати Чичо, истим именом којим је звао претходне помоћнике. Догађаје приповиједа у првом лицу сâм Чичо.
Путовање возом до Напуља подразумијева два излета, у Ђенову и у Рим. Фаусто, који стално пије и увијек са собом носи флашу пића, не пропушта прилику да покаже свој препотентан и презрив карактер. Чичо упорно трпи, и након одређеног времена чини му се да је успио да разумије очајнички бијес који лежи у његовом штићенику.
У Ђенови, Чичо, кога је Фаусто приморао да униформу замијени цивилним одијелом, приморан је да организује састанак с проститутком. У соби хотела у ком проводе ноћ, Чичо примјећује да се у Фаустовом коферу налази револвер. Излет у Рим подразумијева састанак са рођаком свештеником, према ком се Фаусто такође понесе на груб и увредљив начин. Боравак у Риму обиљежава нелагода коју осјети Фаусто када у једном локалу сретну слијепог продавца лутријских тикета: Фаусто не може да поднесе присуство човјека с истим дефектом као што је његов, па наређује Чичу да купи све тикете, да би продавац отишао. Прије поласка за Напуљ, Фаусто и Чичо проводе вече у ноћном клубу.
По доласку у Напуљ, Чичо одмах стиче утисак да између Фауста и Винченца постоји неки тајни договор. Винченцо, озбиљан и ћутљив, сасвим је другачијег карактера од Фауста. Вријеме проводе у друштву четири дјевојке: Сара и Кандида, сестре, кћери су власнице ресторана у који Фаусто и Чичо обично иду да једу, Инес и Микелина су двије њихове другарице. Сара, упркос великој разлици у годинама и ријетком међусобном контакту посљедњих година, очигледно је заљубљена у Фауста, с којим се је упознала још као дијете, сматра га посебном особом и вољна је да му опрости сваку ману. Међутим, Фаусто се труди да не попусти пред њеном сталном пажњом, бацајући је у очај.
У Винченцовој кући бива организована забава. На крају забаве, Чичо и дјевојке остављају двојицу пријатеља саме, али чим изађу, зачују два пуцња из пиштоља. Док остале дјевојке уплашене бјеже, Чичо и Сара се трком враћају у кућу: Винченцо је заваљен у фотељи, а из уха му цури крв, док Фаусто стоји, сметен. Сара не оклијева: одлучује да одведе Фауста и скрије га у стару, напуштену кућу коју посједује, плашећи се да ће бити оптужен за Винченцово убиство. Када се Фаусто опорави, обузме га очај: требало је да убије Винченца а затим си одузме живот, али није имао снаге; сада свој презир усмјерава ка себи: осјећа се, каже, као „пикова једанаестица, карта која није дио шпила, карта нужна ни за једну игру“. У наредним сатима, међутим, сазнајемо да Винченцо није мртав: метак је погодио кост и скренуо и он је сада ван животне опасности, сматра се да је дошло до покушаја самоубиства и Фаусто није оптужен ни за шта. Фаусто ипак одлучује да се преда полицији, али његов однос према Сари више није исти и она успијева да га натјера да се закуне да може да остане с њим заувијек.

## Издања
- ... Milano: Rizzoli. 1969.
- ... Milano: Rizzoli. 1974.
- ... Београд: БИГЗ. 1977.  119981063.
- ... (2. изд.). Milano: Rizzoli. 1978.  83994626.
- ... Романи и приповијетке, Балдини & Кастолди. 1993. ISBN 88-85988-70-9.
- ... Нуова офичина, Омикрон нуова. 1997. ISBN 88-86680-28-7.
- ... И нани, Балдини & Кастолди. 1999. ISBN 88-8089-666-0.
- ... Балдини & Кастолди. 2008. ISBN 978-88-6073-242-2.